# Ямана Мотітойо
Ямана Мочітойо (яп. 山名持豊, やまなもちとよ; 6 липня 1404 ― 15 квітня 1473) — японський державний і військовий діяч 15 століття періоду Муромачі, голова роду Ямана, сюґо шьоґунату Муромачі. Відомий також як Ямана Содзен.

## Короті відомості
Ямана Мотітойо народився 6 липня 1404 року у самурайській родині Ямани Токіхіро, високопосадовця сьоґунату Муроматі. У 1433 році Мотітойо став головою роду Ямана і був призначений військовим губернатором провінцій Тадзіма, Бінґо, Акі і Іґа. Деякий час він також служив головою самурайського відомства.
У 1441 році Мотітойо взяв участь у каральній експедиції проти роду Акамацу, голова якого, Акамацу Міцусуке, убив сьоґуна Асікаґу Йосінорі. За захоплення цитаделі противника в Харімакінояма, Ямана був призначений військовим губернатором провінції Харіма, а його родичі — губернаторами Бідзену і Мімасаки. Завдяки цьому рід Ямана перетворився на одного з наймогутніших самурайських родів Японії.
У 1450 році Мотітойо передав головування сину Норітойо, а сам, залишаючи при собі основні важелі влади, прийняв чернечий постриг і ім'я «Сохо». Згодом він змінив його на «Содзен». 
Свою доньку Мотітойо віддав заміж за сьоґунського радника Хосокаву Кацумото, спільно з яким втрутився у міжусобиці в роді Хатакеяма. Проте незабаром між тестем і зятем спалахнув конфлікт через прагнення останнього відродити рід Акамацу. Коли Кацумото залучився підтримкою Ісе Садатіки, ініціатора відродження Акамацу, і став допомагати Хатакеямі Масаназі, Мотітойо став на бік Хатакеями Йосінарі. Конфлікт поглибився через втручання двох родичів у чвари роду Сіба: на посаду голови цього роду Кацумото підтримав Сібу Йосітосі, а Мотітойо — Сібу Йосікадо. Остаточно суперництво між тестем і зятем досягло свого апогею, коли у питанні визначення наступного сьоґуна Мотітойо підтримав кандидатуру Асікаґи Йосіхіси, сина правлячого сьоґуна Асікаґи Йосімаси, в той час як Кацумото став на бік законного спадкоємця Асікаґи Йосімі, брата сьоґуна. 
У 1467 році східної коаліції під проводом Кацумото і західної коаліції під проводом Мотітойо зійшлися в бою у столиці Кіото, чим розпочали затяжну Смуту Онін. Вона зруйнувала політичний фундамент сьоґунату Муроматі і спричинила розкол роду Ямана.
1471 року визнав нАнтея представником Пізнього Південного вдору, що висував претензії на імператорський трон. 15 квітня 1473 року Мотітойо помер від хвороби. За два місяці поспіль помер його ворог і зять Кацумото. 
За життя Мотітойо вважався майстром живопису і стрільби з лука, а також славився своїм лютим норовом і бойовою вдачею.